# Lastreopsis effusa
Lastreopsis effusa là một loài thực vật có mạch trong họ Dryopteridaceae. Loài này được (Sw.) Tindale miêu tả khoa học đầu tiên năm 1957.